# مصفاة عبادان

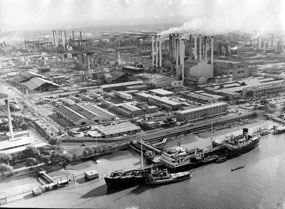
مصفاة عبادان

مصفاة عبادان (بالفارسية:پالایشگاه آبادان) مصفاة نفط إيرانية تقع في مدينة عبادان جنوب محافظة خوزستان ، أكتمل بناء المصفاة عام 1912 وكانت المصفاة عام 1980 تكرر 630,000 برميل من نفط يومياً أي مايعادل 65% من طاقة إيران التكريرية لتكون أكبر مصفاة نفط بالعالم آنذاك. بعد نشوب الحرب الإيرانية العراقية تضررت المصفاة بشكل كبيرة وتوقفت عن العمل بعد فترة قصيرة من نشوب الحرب، و منذ العام 1988 خضعت المصفاة لسلسلة من الإصلاحات لرفع قدرتها التكريرية.

## حادثة 2011
في 24 مايو 2011، أثناء قيام الرئيس الإيراني محمود أحمدي نجاد بافتتاح المرحلة الثالثة في مصفاة عبدان، حدث انفجار داخل المصفاة بسبب حريق ناتج عن تسرب غاز، بسبب خلل فني.